# 강춘혁
강춘혁 (1986년 - ) 은 대한민국에서 활동하는 래퍼이며 화가이다. 북한 함경북도 출신의 탈북자이다.

## 개요
함경북도 온성군에서 태어났다. 그의 아버지가 중국에서 비밀리에 일에 종사하고있는 것이 발견되어 수용소에 수감되었다. 몸이 약해서 관리에게 뇌물을 수수해 수용소를 탈출할 수 있었으며, "이 땅(북한)은 희망이 없다" 고 생각해 탈북을 결심했다고 한다.
1997년 탈북. 태국, 캄보디아, 베트남 등 제3국 잠복 한 후 2001년에 대한민국에 입국했다. 입국 후 홍익대학교에서 미술을 전공하고 졸업했다.
2014년, Show Me The Money 3에 출전했다. 자신의 출신을 밝히면서, 조선로동당 위원장 김정은과 그의 아내 리설주을 통렬하게 비판하고 가사를 통해 북한의 실상을 적나라하게 고백하는 노래를 선보였다. 심사 위원과 다른 참가자는 가사보다 눈길을 끌었다. 그러나 긴장한 나머지 노래 중간에 가사에 막혀 2번 도전 모두 낙선했다. 2016년 1월 4일 JTBC의 토크 버라이어티 프로그램 비정상회담의 제 79회에 출연 해, 탈북 경위와 북한의 현상 등에 대해 이야기했다.
인권 단체인 북한 인권 시민 연합에 의한 크라우드 펀딩을 통해 "탈북자 래퍼" 로 활동하게 되며, 2016년 11월 28일 유튜브에 뮤직 비디오 "For The Freedom" 을 발표했다. 12월 16일,이 곡을 포함한 3곡의 데뷔작을 선보인 래퍼로 활동을 시작했다.
래퍼로서 활동을 실시하면서 장래의 꿈은 미술가 라고 하며, 현재까지도 대한민국의 어린이들에게 북한의 실상을 알리기 위한 일러스트를 그리고 있다.